# Небенфюр, Карл Карлович
Карл Карлович Небенфюр (1900 — 1939) — советский разведчик (псевдонимы Шмидт, Крейдер, Герда, Карл, Овид, Генрих), батальонный комиссар.

## Биография
Родился в австрийской семье рабочих, получил среднее образование, с 1910 по 1914 состоял в детской, потом с 1914 по 1919 в молодёжной социал-демократической организации. Работал рабочим-металлистом на фабрике, член профсоюза с 1914. С 1915 по 1919 участвовал в рабочем социалистическом движении, являлся одним из основателей Коммунистической партии Австрии, партработник, член ЦК КПА с 1920 по 1923. Секретарь Революционного солдатского комитета с марта 1919 по декабрь 1922, преобразованного в Коммунистическую солдатскую группу. Сотрудник Венского (юго-восточного) бюро Коминтерна, делегат от солдатской группы III конгресса Коминтерна, проходившего с июня по июль 1921, и II конгресса Коммунистического интернационала молодёжи, проходившего в июле того же года, в Москве. С 1922 стал членом РКП(б) и сотрудником Разведывательного управления Штаба РККА. Выполнял задания военной разведки в Веймарской республике, Первой Австрийской Республике и Королевстве Румыния с 1923 по 1932, Турецкой Республике с 1932 по 1934, Первой Чехословацкой республике с 1934 по 1936, Третьей Французской республике, Новом государстве Португалия, Второй Испанской Республике с 1936 по 1937. Закрытым постановлением ЦИК СССР от 3 января 1937 награждён высшим советским орденом. В сентябре 1937 вернулся с женой в Советский Союз. Проживал в московской гостинице «Метрополь». Арестован 9 января 1938, допросы проводил младший лейтенант государственной безопасности И. И. Головлев, осуждён Военной коллегией Верховного cуда СССР по обвинению в шпионаже к ВМН. Расстрелян на территории Нового Донского кладбища в день вынесения приговора, 31 марта 1939. Реабилитирован посмертно 28 июля 1956, определением Военной коллегии Верховного суда СССР.

## Семья
Его жена — немецкая коммунистка Эрна Робертовна Венгельс (1897 — 1979), помогала ему в работе, выполняла ответственные задания Центра. Была репрессирована 4 марта 1938, отбывала ссылку в Казахской ССР с 1938 по 1954. Впоследствии юридически реабилитирована 22 декабря 1958.